# Pedicularis porrecta
Pedicularis porrecta är en snyltrotsväxtart som beskrevs av Nathaniel Wallich. Pedicularis porrecta ingår i släktet spiror, och familjen snyltrotsväxter. Inga underarter finns listade i Catalogue of Life.